# Campionati statunitensi di sci alpino 2021
I Campionati statunitensi di sci alpino 2021 si sono svolti ad Aspen dal 5 al 16 aprile. Il programma ha incluso gare di discesa libera, supergigante, slalom gigante, slalom speciale e combinata, sia maschili sia femminili.
Trattandosi di competizioni valide anche ai fini del punteggio FIS, hanno potuto partecipare anche sciatori di altre federazioni, senza che questo consentisse loro di concorrere al titolo nazionale statunitense. 

## Risultati

### Uomini

#### Discesa libera
| Pos. | Atleta            | Nazione     | Tempo   |
| ---- | ----------------- | ----------- | ------- |
| 1    | Thomas Biesemeyer | Stati Uniti | 2:13,29 |
| 1    | Jared Goldberg    | Stati Uniti | 2:13,29 |
| 3    | Sam Morse         | Stati Uniti | 2:13,58 |
| 4    | Isaiah Nelson     | Stati Uniti | 2:14,74 |
| 5    | Tristan Lane      | Stati Uniti | 2:14,87 |
| 6    | Filip Forejtek    | Rep. Ceca   | 2:15,00 |
| 7    | Bridger Gile      | Stati Uniti | 2:15,14 |
| 8    | Erik Arvidsson    | Stati Uniti | 2:15,51 |
| 9    | Spencer Wright    | Stati Uniti | 2:16,08 |
| 10   | Jack Smith        | Stati Uniti | 2:16,09 |

Data: 10 aprile

#### Supergigante
| Pos. | Atleta           | Nazione     | Tempo   |
| ---- | ---------------- | ----------- | ------- |
| 1    | River Radamus    | Stati Uniti | 1:08,64 |
| 2    | Luke Winters     | Stati Uniti | 1:08,80 |
| 3    | Sam Morse        | Stati Uniti | 1:08,86 |
| 4    | Tristan Lane     | Stati Uniti | 1:08,99 |
| 5    | Simon Fournier   | Canada      | 1:09,17 |
| 6    | Jared Goldberg   | Stati Uniti | 1:09,18 |
| 7    | Erik Arvidsson   | Stati Uniti | 1:09,32 |
| 8    | Isaiah Nelson    | Stati Uniti | 1:09,35 |
| 9    | Bridger Gile     | Stati Uniti | 1:09,92 |
| 10   | Cooper Cornelius | Stati Uniti | 1:09,93 |

Data: 7 aprile

#### Slalom gigante
| Pos. | Atleta              | Nazione     | Tempo   |
| ---- | ------------------- | ----------- | ------- |
| 1    | Tobias Kogler       | Austria     | 2:32,42 |
| 2    | Joachim Bakken Lien | Norvegia    | 2:32,51 |
| 3    | Bridger Gile        | Stati Uniti | 2:32,62 |
| 4    | Patrick Kenney      | Stati Uniti | 2:32,90 |
| 4    | Isaiah Nelson       | Stati Uniti | 2:32,90 |
| 6    | Erik Arvidsson      | Stati Uniti | 2:33,20 |
| 7    | Addison Dvoracek    | Stati Uniti | 2:33,29 |
| 8    | Brian McLaughlin    | Stati Uniti | 2:33,43 |
| 9    | Filip Forejtek      | Rep. Ceca   | 2:34,15 |
| 10   | River Radamus       | Stati Uniti | 2:34,47 |

Data: 6 aprile

#### Slalom speciale
| Pos. | Atleta               | Nazione     | Tempo   |
| ---- | -------------------- | ----------- | ------- |
| 1    | Benjamin Ritchie     | Stati Uniti | 1:43,11 |
| 2    | Erik Arvidsson       | Stati Uniti | 1:43,95 |
| 3    | Garret Driller       | Stati Uniti | 1:44,46 |
| 4    | Wilhelm Normannseth  | Norvegia    | 1:44,57 |
| 5    | Simon Fournier       | Canada      | 1:45,06 |
| 6    | Gustav Rosberg Vøllo | Norvegia    | 1:45,34 |
| 7    | Henry Heaydon        | Australia   | 1:46,30 |
| 8    | Alex Leever          | Stati Uniti | 1:46,31 |
| 9    | Louis Gustav Fausa   | Norvegia    | 1:46,35 |
| 10   | Jack Smith           | Stati Uniti | 1:46,93 |

Data: 5 aprile

#### Combinata
| Pos. | Atleta           | Nazione     | Tempo   |
| ---- | ---------------- | ----------- | ------- |
| 1    | Luke Winters     | Stati Uniti | 1:46,80 |
| 2    | Simon Fournier   | Canada      | 1:47,07 |
| 3    | River Radamus    | Stati Uniti | 1:47,31 |
| 4    | Cooper Cornelius | Stati Uniti | 1:47,66 |
| 5    | Erik Arvidsson   | Stati Uniti | 1:47,71 |
| 6    | Bridger Gile     | Stati Uniti | 1:47,76 |
| 7    | Tristan Lane     | Stati Uniti | 1:47,94 |
| 8    | Benjamin Ritchie | Stati Uniti | 1:48,16 |
| 9    | Jared Goldberg   | Stati Uniti | 1:48,51 |
| 10   | Cooper Puckett   | Stati Uniti | 1:48,64 |

Data: 7 aprile

### Donne

#### Discesa libera
| Pos. | Atleta                | Nazione     | Tempo   |
| ---- | --------------------- | ----------- | ------- |
| 1    | Laurenne Ross         | Stati Uniti | 2:18,49 |
| 2    | A J Hurt              | Stati Uniti | 2:18,94 |
| 3    | Lauren Macuga         | Stati Uniti | 2:19,38 |
| 4    | Ava Sunshine Jemison  | Stati Uniti | 2:20,03 |
| 5    | Stefanie Fleckenstein | Canada      | 2:20,14 |
| 6    | Patricia Mangan       | Stati Uniti | 2:20,39 |
| 7    | Allison Mollin        | Stati Uniti | 2:21,59 |
| 8    | Cheyenne Brown        | Stati Uniti | 2:22,32 |
| 9    | Sarah Schleper        | Messico     | 2:23,05 |
| 10   | Sophia Tozzi          | Stati Uniti | 2:23,18 |

Data: 10 aprile

#### Supergigante
| Pos. | Atleta                | Nazione     | Tempo   |
| ---- | --------------------- | ----------- | ------- |
| 1    | Nina O'Brien          | Stati Uniti | 1:15,78 |
| 2    | Hannah Sæthereng      | Norvegia    | 1:16,77 |
| 3    | Storm Klomhaus        | Stati Uniti | 1:16,91 |
| 4    | Sarah Bennett         | Canada      | 1:17,17 |
| 5    | Lila Lapanja          | Stati Uniti | 1:17,43 |
| 6    | Kiara Alexander       | Canada      | 1:17,62 |
| 7    | Emma Resnick          | Stati Uniti | 1:17,95 |
| 8    | Stefanie Fleckenstein | Canada      | 1:17,96 |
| 9    | Ava Sunshine Jemison  | Stati Uniti | 1:18,11 |
| 10   | Sophia Tozzi          | Stati Uniti | 1:18,21 |

Data: 13 aprile

#### Slalom gigante
| Pos. | Atleta                | Nazione     | Tempo   |
| ---- | --------------------- | ----------- | ------- |
| 1    | Lila Lapanja          | Stati Uniti | 2:44,22 |
| 2    | Storm Klomhaus        | Stati Uniti | 2:44,26 |
| 3    | Patricia Mangan       | Stati Uniti | 2:44,42 |
| 4    | Julia Toiviainen      | Finlandia   | 2:44,49 |
| 5    | Britt Richardson      | Canada      | 2:44,67 |
| 6    | Madison Hoffman       | Australia   | 2:44,77 |
| 7    | Stefanie Fleckenstein | Canada      | 2:45,43 |
| 8    | Nellie Rose Talbot    | Stati Uniti | 2:46,01 |
| 9    | Sarah Schleper        | Messico     | 2:46,14 |
| 10   | Emma Resnick          | Stati Uniti | 2:46,40 |

Data: 15 aprile

#### Slalom speciale
| Pos. | Atleta              | Nazione     | Tempo   |
| ---- | ------------------- | ----------- | ------- |
| 1    | Resi Stiegler       | Stati Uniti | 1:24,21 |
| 2    | Madison Hoffman     | Australia   | 1:24,51 |
| 3    | Katie Hensien       | Stati Uniti | 1:25,01 |
| 4    | Sarah Bennett       | Canada      | 1:25,53 |
| 5    | Kiara Alexander     | Canada      | 1:25,94 |
| 6    | Kristiane Bekkestad | Norvegia    | 1:25,95 |
| 7    | Tegan Wold          | Stati Uniti | 1:26,00 |
| 8    | Lila Lapanja        | Stati Uniti | 1:26,13 |
| 9    | Zoe Zimmermann      | Stati Uniti | 1:26,21 |
| 10   | Reece Bell          | Regno Unito | 1:26,23 |
| 10   | Allie Resnick       | Stati Uniti | 1:26,23 |

Data: 16 aprile

#### Combinata
| Pos. | Atleta                   | Nazione     | Tempo   |
| ---- | ------------------------ | ----------- | ------- |
| 1    | Lila Lapanja             | Stati Uniti | 1:56,27 |
| 2    | Storm Klomhaus           | Stati Uniti | 1:56,28 |
| 3    | Kiara Alexander          | Canada      | 1:56,84 |
| 4    | Hannah Sæthereng         | Norvegia    | 1:57,25 |
| 5    | Stefanie Fleckenstein    | Canada      | 1:57,31 |
| 6    | Galena Wardle            | Stati Uniti | 1:57,61 |
| 7    | Zoe Zimmermann           | Stati Uniti | 1:57,97 |
| 8    | Sophia Tozzi             | Stati Uniti | 1:58,03 |
| 9    | Nicola Rountree-Williams | Stati Uniti | 1:58,55 |
| 10   | Liv Moritz               | Stati Uniti | 1:58,81 |

Data: 14 aprile